# Szent György-templom (Sopron)
A soproni Szent György-templom gótikus, egyhajós belső terét az 1676-os tűzvész után több lépésben alakították át: a csúcsíves lezárású főhajót gazdag stukkóval díszítették és kétoldalt kápolnasorral keretezték.
1380-1430 között eredetileg gótikus stílusban épült. Mozgalmas, olaszos homlokzata a 17. századból származik, de rajta két gótikus domborművet máig megőriztek. Némileg az 1760-as években is átalakították. Eklektikus tornyát 1882-ben emelték.
A szentély melletti keresztelőkápolnában középkori freskótöredéket látni. A stukkódíszeket 1705–1706 között Pietro Antonio Conti készítette; berendezése is többnyire 18. századi.
A templomban található Magyarország legrégebbi orgonája, Johann Wöckherl bécsi mester műve 1633-ból.
Szabadon, ingyenesen látogatható.

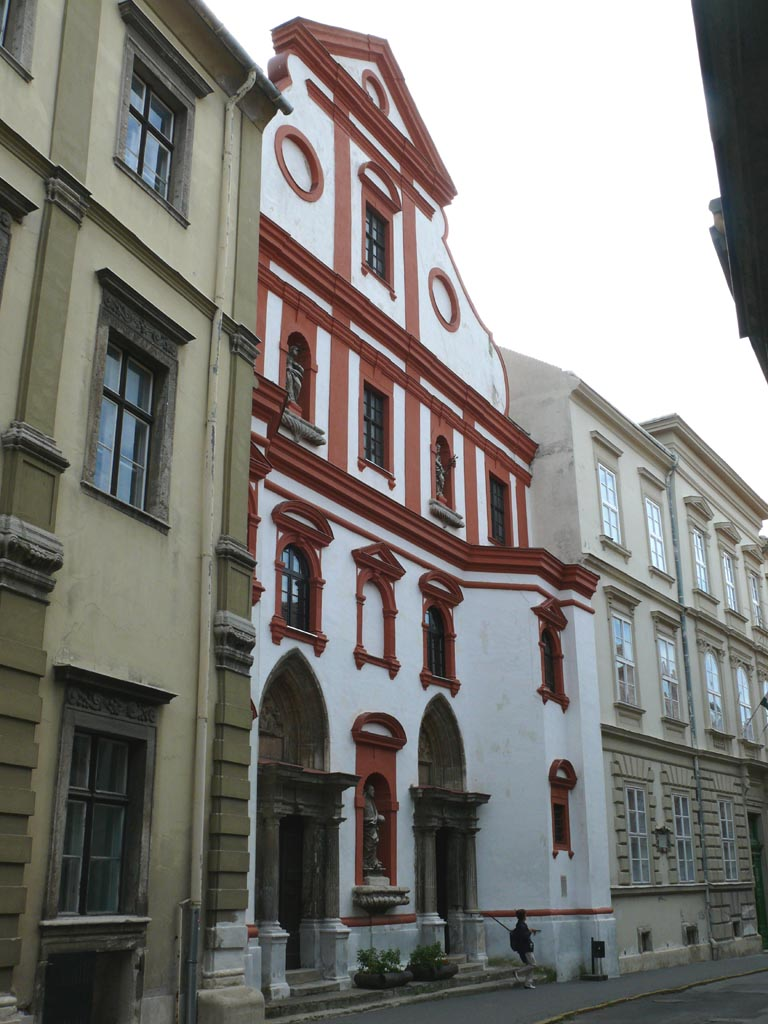
A templom az utcaképben
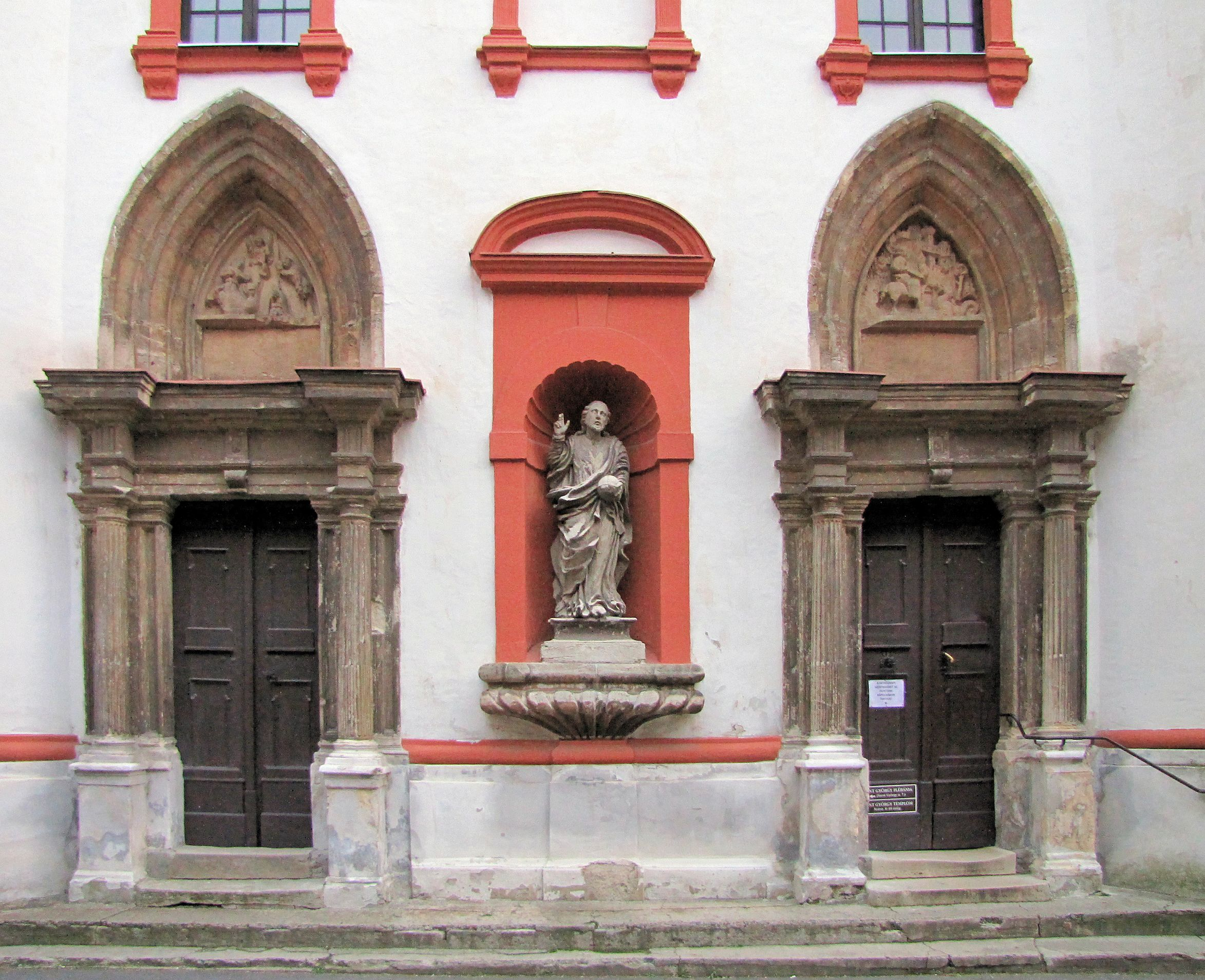
Kettős gótikus kapuzat
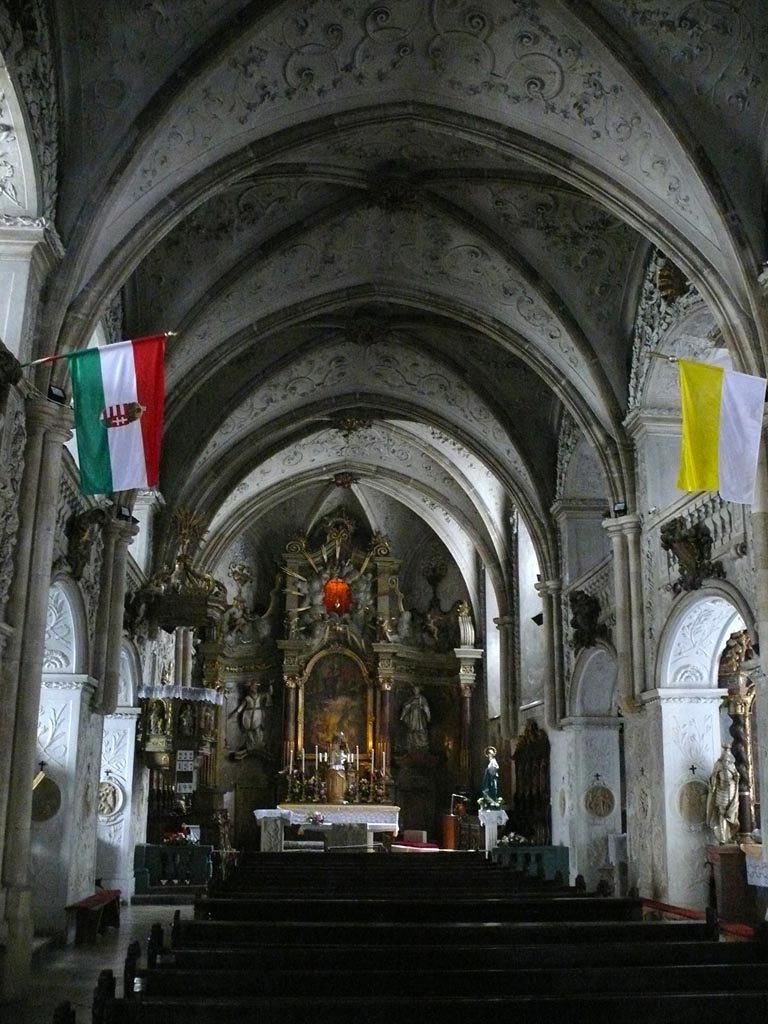
A stukkókkal díszített hajó